# Compiler
Compiler (コンパイラ Konpaira?) es un manga seinen creado por Kia Asamiya (creador de Silent Möbius y Martian Successor Nadesico), publicado por Kodansha en la revista Afternoon.

## Argumento
Cuando un universo en 2D descubre nuestra existencia en 3D, envían a un equipo de dos miembros de hermosas Domni-Matrixes para prepararnos para una integración total.
Compiler (del término de computación "Compilador") trata sobre dos mujeres llamadas Compiler y Assembler, quienes llegan a la Tierra desde un ciberespacio 2D para jugar un juego en el cual borrarían el mundo real y lo recrearían, sin embargo, conocen a los hermanos Toshi y Nachi. Durante el juego, Toshi es lastimado y el juego se cancela. Pero una vez que las encantadoras Compiler y Assembler prueban el amor en 3D, pierden interés en el juego y sus planes cambian. Sin embargo, cuando los Maestros 2D de Compiler y Assembler se enteran de sus travesuras amorosas y se proponen a eliminar la Tierra. Dos hombres llamados Bios y Directory son llamados para borrar a las chicas, pero fracasan dos veces. Luego serán enviadas Plasma y Compiler 2 para completar el trabajo.

## Personajes
- Compiler

- Assembler

- Interpreter

- Nachi / Nati

- Toshi

- Bios

- Directory

- Plasma

- Compiler 2

## Anime
Del manga se hizo una miniserie en formato OVA de dos partes. La primera llamada Compiler, compuesta por 2 episodios de 30 minutos aproximadamente cada uno, lanzados en el año 1994, con la adaptación del diseño de personajes a cargo de Yuji Moriyama y dirección a cargo de Takao Kato y Kiyoshi Murayama. La segunda llamada Compiler Festa, de un episodio de 50 minutos de duración aproximadamente, lanzado en 1995, contó con la adaptación de los diseños de personajes a cargo de Yasuhiro Oshima y dirección de Yasushi Murayama.
La música para los tres episodios estuvo a cargo de Toshiyuki Omori. La canción de apertura es "I Was Born to fall in Love" y la de cierre "Full Up Mind", ambas interpretadas por Masami Okui.
Los OVAs fueron licenciados y estrenados por el canal de pago Locomotion en marzo de 2001, subtitulados en español y portugués para Latinoamérica y su señal de Europa. En Estados Unidos fueron lanzados en DVD por ADV Films en el año 2003.